# Akhalgori
 (janvier 2016).
Si vous disposez d'ouvrages ou d'articles de référence ou si vous connaissez des sites web de qualité traitant du thème abordé ici, merci de compléter l'article en donnant les références utiles à sa vérifiabilité et en les liant à la section « Notes et références ».
Akhalgori (géorgien : ახალგორი) ou Leningor (ossète et russe : Ленингор) est une ville d'Ossétie du Sud. La ville compte environ 2 000 habitants et est située sur la rivière Ksani, dans l'est de l'Ossétie du Sud.
Pour le gouvernement d'Ossétie du Sud la ville se nomme Leningor, pour le gouvernement géorgien, elle s'appelle Akhalgori. L'Ossétie du Sud administre la ville, mais n'est pas reconnue comme un État par la plupart des pays membres de l'ONU.

## Histoire

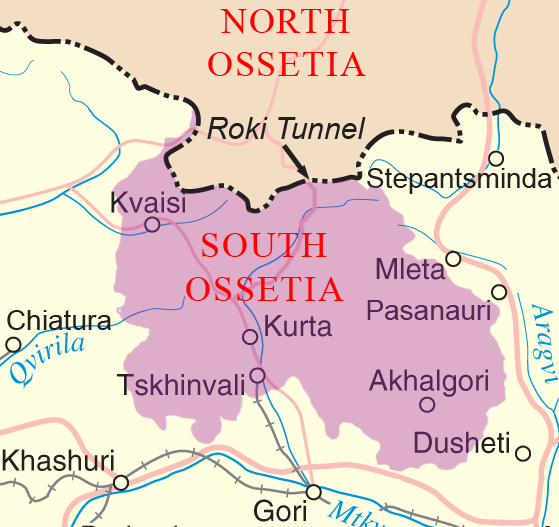
Akhalgori-Leningor dans l'est de l'Ossétie du Sud.

Pendant la période soviétique, le village dépend de l'oblast autonome d'Ossétie du Sud et se nomme Leningori (russe : Ленингори, géorgien : ლენინგორი). Il est renommé Akhalgori par les Géorgiens à la fin 1990.
La ville d'Akhalgori reste sous administration géorgienne après l'indépendance de l'Ossétie du Sud après la guerre de 1991-1992. Après la guerre de 2008, le gouvernement sud-ossète administre la bourgade et renomme la ville Leningor.

## Démographie
Avant le conflit de 2008, la ville comptait 2 000 habitants, majoritairement des Géorgiens.

## Économie
La principale activité économique de la ville est la brasserie Lomisi, premier employeur de la ville.

## Administratif
Pour le gouvernement d'Ossétie du Sud, Leningor est le chef-lieu du district de Leningor. Pour le gouvernement géorgien, la ville est dans le raïon de Mtskheta-Mtianeti, district d'Akhalgori.